# Blythe Auffarth
Blythe Auffarth (née le 23 avril 1985 à Pleasant Valley, dans l'État de New York), est une actrice américaine, surtout connue pour son rôle dans le film The Girl Next Door.

## Filmographie

### Cinéma
| Année | Titre                       | Rôle               | Notes                                       |
| 2019  | Flashout                    | Annette            |                                             |
| 2010  | An Invisible Sign of My Own | Nan                |                                             |
| 2008  | American Primitive          | Eliza              |                                             |
| 2007  | The Girl Next Door          | Meg Loughlin       | Basé sur l'histoire vraie de Sylvia Likens. |
| 2000  | Keeping the Faith           | Teenage Anna Riley |                                             |
| ----- | --------------------------- | ------------------ | ------------------------------------------- |

### Télévision
| Année | Titre                            | Rôle            | Notes                               |
| 2009  | Hard Times                       | Mandy           | Téléfilm                            |
| 2008  | The American Mall                | Alexa           | Téléfilm                            |
| 2007  | La Vie de palace de Zack et Cody | Ellen           | 1 épisode : The First Day of School |
| 2006  | New York, section criminelle     | Nicole Johnson  | saison 6, épisode 3                 |
| 2006  | Un gars du Queens                | Gina            | 1 épisode : Fight Schlub            |
| 2006  | Veronica Mars                    | Betina Marone   | 1 épisode : I Am God                |
| 2002  | New York, police judiciaire      | Maura Tinley    | saison 12, épisode 17               |
| 2001  | New York, unité spéciale         | Jody Ramsay     | saison 3, épisode 1                 |
| 2001  | New York, unité spéciale         | Amanda          | saison 2, épisode 9                 |
| 2000  | Sex and the City                 | L'amie de Jenny | 1 épisode : Hot Child in the City   |
| 1999  | New York 911                     | La fille        | 1 épisode : History of the World    |
| ----- | -------------------------------- | --------------- | ----------------------------------- |

## Jeux vidéo
| Année | Titre                            | Rôle  | Notes      |
| 2008  | The Hardy Boys: The Hidden Theft | Lilly |            |
| 2008  | The Hardy Boys: The Hidden Theft |       | Nancy Drew |
| ----- | -------------------------------- | ----- | ---------- |